# Georg Christian Thomas
Georg Christian Thomas (* 28. November 1797 in Hanau; † im 19. Jahrhundert) war ein deutscher Jurist und Abgeordneter.

## Leben
Thomas studierte Rechtswissenschaften und wurde zum Dr. jur. promoviert. Er wurde am 20. Dezember 1844 in der Freien Stadt Frankfurt als Advokat zugelassen und wirkte in dieser Funktion in Frankfurt.
Nach der Märzrevolution wurde er 1848 in die Constituierende Versammlung der Freien Stadt Frankfurt gewählt. Er war gemäßigter Demokrat und führendes Mitglied des „Montagskränzchens“ sowie Redakteur der Oberpostamtszeitung.